# Fuente el Sol
Fuente el Sol est une commune de la province de Valladolid dans la communauté autonome de Castille-et-León en Espagne.

## Sites et patrimoine
- Église San Juan Bautista.
- Château de Fuente el Sol.

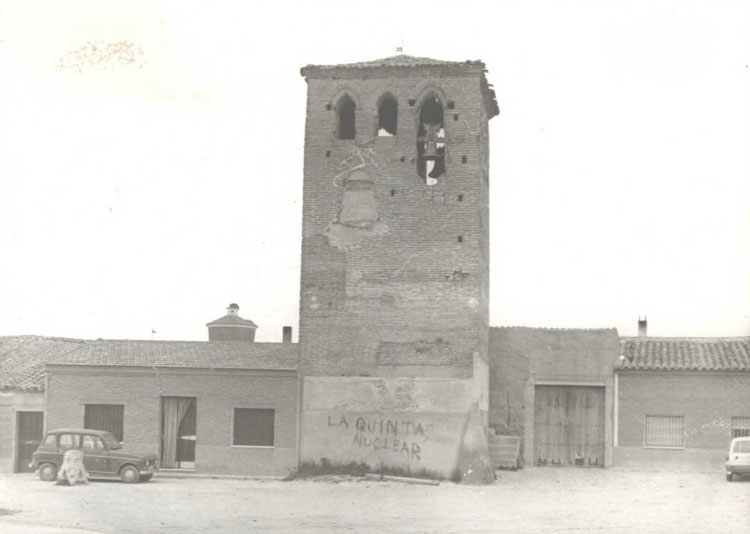
Église San Juan Bautista. Fondation Joaquín Díaz.
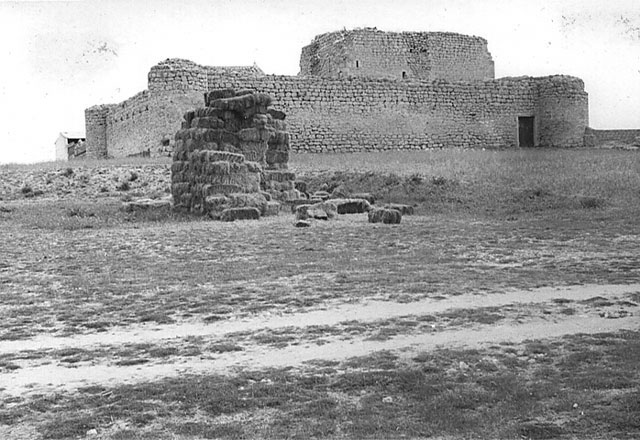
Château de Fuente el Sol. Fondation Joaquín Díaz.